# Canciones para aprender a cantar
Canciones para aprender a cantar es un disco recopilatorio de la banda chilena Pánico. Es una colección de rarezas, actuaciones en vivo, comerciales de radio, demos y las cinco canciones del EP Pánico. Viene en una edición digipack, donde por una cara se reproduce la portada del primer EP de Pánico en color amarillo (Bruce Lee) y por la otra, la portada de canciones Para Aprender a Cantar. El EP Pánico se oye en las primeras 5 pistas.

## Canciones
1. "No Me Digas Que No, Si Quieres Decirme Que Sí
2. "Yendo Al Supermercado
3. "Una Revolución En Mi Barrio
4. "Autobrillante
5. "Fútbol
6. "Quiero Ser Atractivo (1996)
7. "Somos Los Boyscouts (1994)
8. "Spot Radio (enero de 1995, Voces Mao DingDong y Edi P)
9. "Quiero Estar Anfetaminado (En Vivo Background, 30 Nov. 1995)
10. "Tirale Un Ajo (1996)
11. "En El Restaurante Chino (1996)
12. "No Me Digas Que No, Si Quieres Decirme Que Si (1994)
13. "Futbol (En Vivo Background, 30 Nov. 1995)
14. "Mañana Estarás En Hawái (1996)
15. "Flor Japonesa (1996)
16. "Ataque XtraTerrestre (1995)
17. "Afinar La Guitarra (1996)
18. "Una Revolución En Mi Barrio (En Vivo Background, 1995)
19. "Teclito (Con DJ Squatt)
20. "Gente Que Conociste (1996)
21. "Mi Primer Ácido (1996)
22. "A Mover El Choclo! (1996)
23. "Las Cosas Van Más Lento (1996)
24. "Chicos Y Chicas Pánico (En Vivo Background, 30 Nov. 1995)
25. "Quiero Estar Anfetaminado (1993)
26. "Extraterrestres En Santiago (1996)
27. "No Digas Cosas Al Revés (1996)
28. "Autobrillante (En Vivo Background, 30 Nov. 1995)

- Datos: Q5747172